# Janice Rankin
Janice Rankin MBE (nascida Janice Watt, Inverness, 8 de fevereiro de 1972) é uma ex-curler escocesa. Foi campeã olímpica em Salt Lake City 2002.